# Wyżnia Wielicka Polana

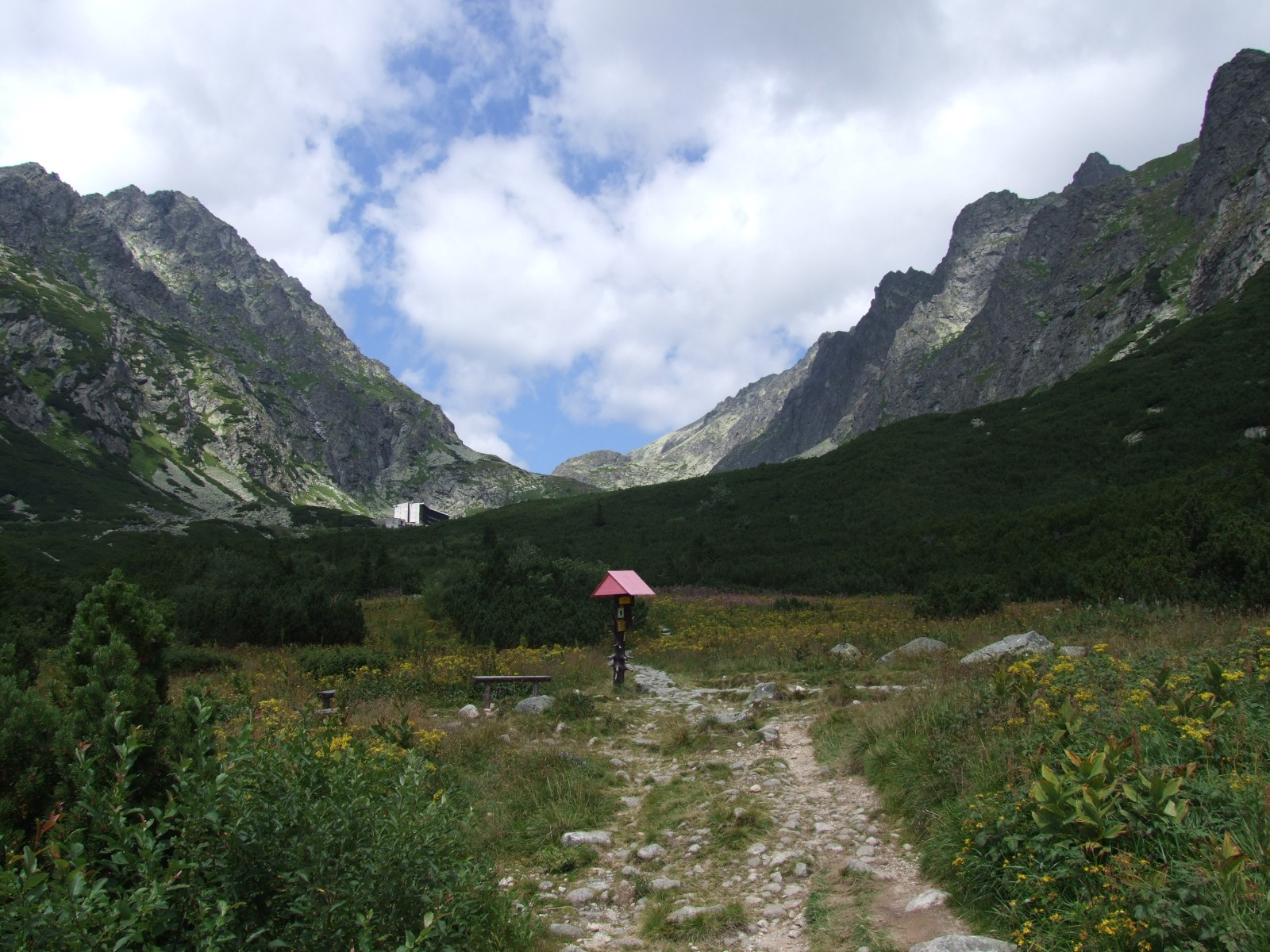
Wyżnia Wielicka Polana

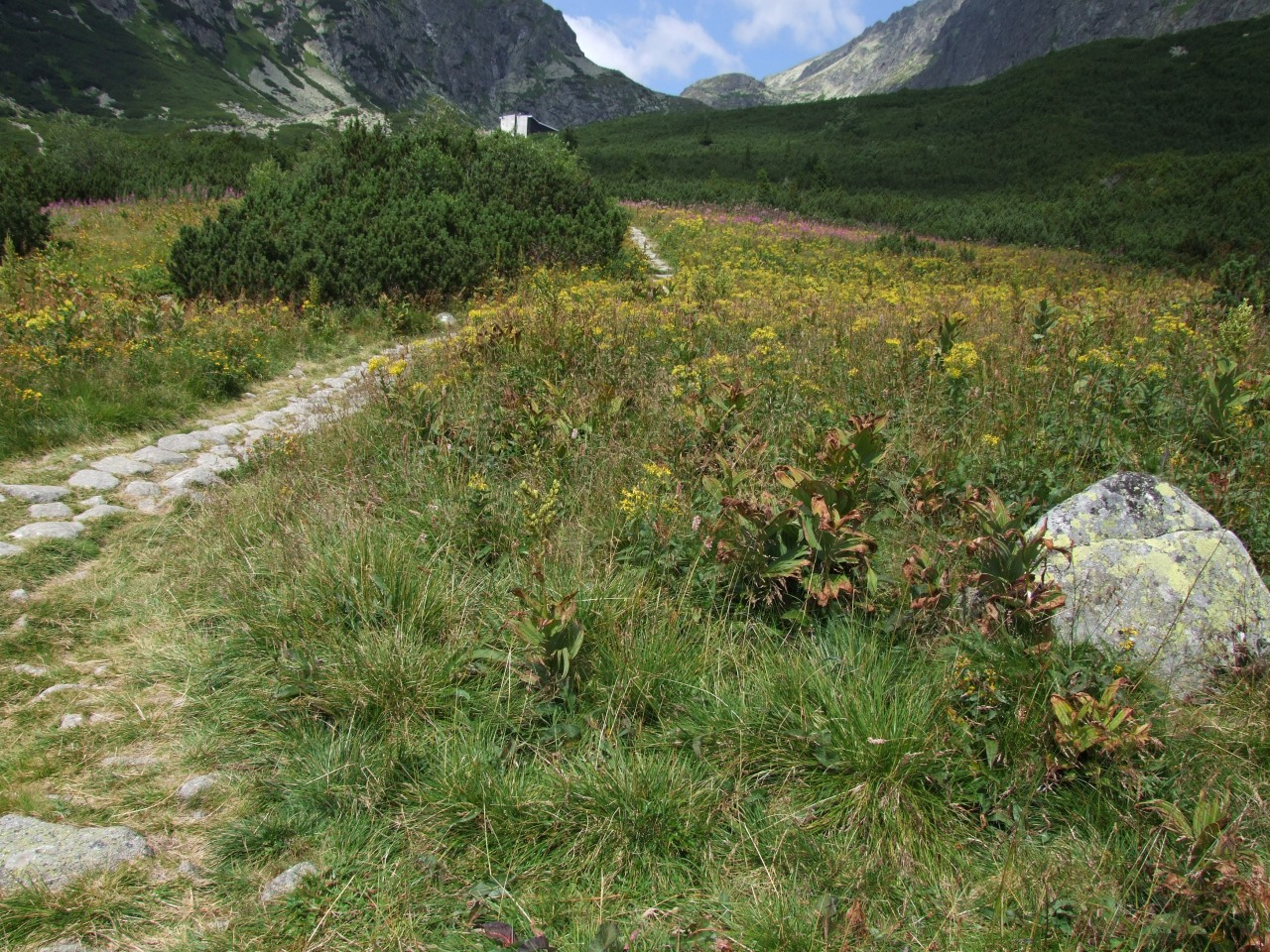
Wyżnia Wielicka Polana

Wyżnia Wielicka Polana (słow. Vyšná Velická poľana, niem. Nasse Bleiche) – położona wśród kosodrzewiny na wysokości ok. 1700 m n.p.m. polana na dnie Doliny Wielickiej w słowackich Tatrach Wysokich. Przepływa przez nią potok  Wielicka Woda. Polana  znajduje się poniżej Wielickiego Stawu i hotelu górskiego „Śląski Dom”. Dawniej była koszona i wypasana, w latach 1820–1828 stało na niej schronisko Hunfalvyego. Obecnie polana stopniowo zarasta kosodrzewiną. Przebiega przez nią Magistrala Tatrzańska i znajduje się tutaj rozdroże szlaków turystycznych.

## Szlaki turystyczne
– zielony szlak z Tatrzańskiej Polanki, przez Rozdroże na Wielickim Mostku, obok Wielickiego Stawu, przez Mokrą Wantę i Wielicki Ogród na przełęcz Polski Grzebień. Czas przejścia: 3:45 h, ↓ 2:45 h
  – znakowana czerwono Magistrala Tatrzańska na odcinku od Batyżowieckiego Stawu przez Gerlachowski Grzebień nad Wielicki Staw, stąd dalej na wschód do Smokowieckiego Siodełka. Czas przejścia znad Batyżowieckiego Stawu nad Wielicki Staw: 1 h w obie strony.